# チャールズ・モードント (第4代ピーターバラ伯爵)
第4代ピーターバラ伯爵および第2代モンマス伯爵チャールズ・モードント（英語: Charles Mordaunt, 4th Earl of Peterborough and 2nd Earl of Monmouth、1708年10月12日ごろ – 1779年8月1日）は、グレートブリテン王国の貴族。1710年から1735年までモードント子爵の儀礼称号を使用した。

## 生涯
モードント子爵ジョン・モードント（第3代ピーターバラ伯爵チャールズ・モードントの息子）とフランシス・ポーレット（Francis Powlett、1684年ごろ – 1715年7月30日、第2代ボルトン公爵チャールズ・ポーレットの娘）の長男として、1708年10月12日ごろに生まれ、19日にヨークの教会で洗礼を受けた。1歳のときに父を、6歳のときに母を亡くした。1719年9月よりウェストミンスター・スクールで教育を受けた後、1727年11月13日、オックスフォード大学ベリオール・カレッジに入学した。
1735年10月25日に祖父が死去すると、ピーターバラ伯爵とモンマス伯爵位を継承した。政治ではホイッグ党に属した。
1751年4月13日、王太子フレデリック・ルイスの葬式に手伝った。
1779年8月1日に死去、7日にフラムで埋葬された。息子チャールズ・ヘンリーが爵位を継承した。

## 家族
1735年までにメアリー・コックス（Mary Cox、1755年11月18日没、トマス・コックスの娘）と結婚、2女をもうけた。
- フランシス（1798年没） - サミュエル・バルクリー（Samuel Bulkeley）と結婚
- メアリー・アナスタシア・グレース（Mary Anastasia Grace、1738年6月5日 – 1819年6月22日） - 第11代モードント女男爵

1755年12月5日、ロビニアナ・ブラウン（Robiniana Browne、1794年12月6日没）と再婚した。
- チャールズ・ヘンリー（1758年5月16日 – 1814年6月16日） - 第5代ピーターバラ伯爵および第3代モンマス伯爵[1]